# Объявление
Объявление:
- действие по глаголу объявить или объявлять;
- печатное сообщение, извещение о чем-нибудь, публикация, например форма рекламы, которая встречается, в основном, в газетах и периодических изданиях. Она также присутствует в интернете, на радио и в телевидении;
- Объявление (информатика).

## Действие
Полное собрание законов Российской империи. Предисловие

Законы, от Самодержавной Власти исходящие, и общие постановления, Именем Её от учрежденных мест издаваемые, двумя путями достигают общего сведения и исполнения: 1) чрез объявление и обнародование каждого из них в свое время, посредством мест и властей, для сего установленных, и 2) чрез издание их, уже по обнародовании, в виде собраний.
К таким действиям относят Объявление о начале войны, Объявление войны, Объявление умершим, и другие.

## Печатное сообщение

### История
История объявлений неотделима от истории прессы. Когда Теофраст Ренодо создал La Gazette в 1631 году при поддержке кардинала Ришельё, он организовал в первом французском журнале раздел объявлений. Объявление зародилось, таким образом, при соприкосновении двух интересов: с одной стороны, необходимость финансировать газету с помощью рекламы и, с другой стороны, информационный доступ рынка к потенциальной клиентуре. 

### Общие сведения
Объявления, как правило, представляют собой текстовые описания различной длины — от десятка слов до пятидесяти. Они часто содержат аббревиатуры, чтобы уменьшить их стоимость. Номер телефона, адрес электронной почты или любой другой идентификатор вставляется в конец объявления. В целях привлечения внимания некоторые из них содержат символ или логотип.
Объявления часто ранжируются по темам: авто, работа, техника и т. д. Развитие технологий позволило объявлению развиваться и стать проактивным. В дополнение к текстовому описанию и фото, проактивное объявление позволяет продавцу менять цену и по сути проводить аукционную торговлю. Развитие цифровых технологий позволило создать так называемые таргетные объявления, предназначенные для клиента специфической социальной группы.

### Объявления в цифровую эпоху
Начиная с 2000-х годов, некоторые сайты перешли к платности размещаемых объявлений.
В 2003 году, по данным агентства Classified Intelligence, рынок объявлений оценивался в 15,9 млрд. USD для газет и периодических изданий, и в 14,1 миллиарда USD для Интернета. Для всего мира, по оценкам, объём рынка составлял более 100 млрд. USD.
В 2006 году после масштабной конкуренции на рынке контекстной рекламы произошёл взрыв рынка коммерческих объявлений, в том числе с помощью сервиса AdWords.
В 2010 году eBay закрыла свой сервис объявлений Kijiji. В этом же году Spir сдала Le Bon Coin в Schibsted. Так же появились такие проекты как Авито, OLX, Юла, eUA, Бесплатка Архивная копия от 23 декабря 2021 на Wayback Machine, ZNAEDE Архивная копия от 23 декабря 2021 на Wayback Machine и другие.
В 2021 году в Европе появился проект Tamtu.online – сервис объявлений на 4 европейских языках с автопереводом.

### Юридическая природа
С юридической точки зрения, по мнению правоведа В. А. Белова, объявления рассматриваются как приглашение делать оферты (п. 1 ст. 437 ГК РФ) или, иначе говоря, «вызов на переговоры», а не обычную или публичную оферту. Это означает, что разместивший объявление не обязан заключать сделку с любым обратившимся, и сделанная откликнувшимся по объявлению лицом оферта может быть не акцептована без объяснения причин.